# Giovanni Brunero
Gioanni Giuseppe "Giovanni" Brunero (San Maurizio Canavese, 1895 – Ciriè, 23 november 1934) was een Italiaanse wielrenner. Hij wordt gezien als een van de beste Italiaanse wielrenners ooit. Zijn carrière duurde van 1919 tot 1929.

## Biografie
Giovanni Brunero werd in 1895 geboren als Gioanni Giuseppe Brunero in het Italiaanse dorpje San Maurizio Canavese. Hij begon als professioneel wielrenner in 1919 en haalde in 1920 al de vijfde plaats in Milaan-San Remo. In hetzelfde jaar werd hij Italiaans kampioen van de junioren, werd hij tweede in de Ronde van Lombardije en won hij de Ronde van Emilië. Hij versloeg hiermee kampioenen als Gaetano Belloni en Costante Girardengo.
In de jaren 1920 was hij een van de dominantste rijders in de Giro d'Italia. Hij won de Giro drie keer (1921, 1922 en 1926). Giovanni heeft maar een keer de Ronde van Frankrijk gereden. Toen hij die in 1924 reed, moest hij in de voorlaatste rit opgeven toen hij derde stond. Giovanni won ook nog 1x Milaan-San Remo (1922) en twee keer de Ronde van Lombardije (1923 en 1924).
Brunero overleed op 23 november 1934 in Ciriè. Hij had last van een slechte gezondheid.

## Palmares
1920
- Ronde van Emilia

1921
- Ronde van Piemonte
- etappe en eindstand Ronde van Italië

1922
- Milaan-San Remo
- 7e en 10e etappe en eindstand Ronde van Italië

1923
- Ronde van Romagna
- Ronde van Lombardije

1924
- Ronde van Lombardije
- 10e etappe in de Ronde van Frankrijk

1925
- 8e etappe in Ronde van Italië

1926
- 8e etappe en eindstand Ronde van Italië

1927
- 13e etappe in Ronde van Italië

## Resultaten in voornaamste wedstrijden
| Jaar | Ronde van Italië | Ronde van Frankrijk | Ronde van Spanje |
| ---- | ---------------- | ------------------- | ---------------- |
| 1920 |                  |                     |                  |
| 1921 | ↑ (1)            |                     |                  |
| 1922 | ↑ (2)            |                     |                  |
| 1923 | ↑                |                     |                  |
| 1924 |                  | opgave (1)          |                  |
| 1925 | ↑ (1)            |                     |                  |
| 1926 | ↑ (1)            |                     |                  |
| 1927 | ↑ (1)            |                     |                  |

| Jaar | Milaan-San Remo | Parijs-Roubaix | Ronde van Lombardije |
| ---- | --------------- | -------------- | -------------------- |
| 1920 | 5e              |                | Zilver               |
| 1921 | ↑               |                | 4e                   |
| 1922 | ↑               |                | 5e                   |
| 1923 | 4e              |                | Goud                 |
| 1924 | 10e             |                | Goud                 |
| 1925 | ↑               | 7e             | 5e                   |
| 1926 |                 |                |                      |
| 1927 | 9e              |                | 7e                   |